# Wadd
A Wadd, dios perteneciente a la mitología árabe preislámica se le adoraba bajo la imagen de un hombre majestuoso que llevaba una vestimenta larga y un manto, una espada a la cintura y un arco al hombro. En una mano sostenía una lanza y un estandarte, en la otra un carcaj repleto de flechas. 
Algunos dicen que se parecía a Eros, el dios griego, y su nombre en árabe significa "amor". Estaba relacionado con el árbol babilónico del amor y con el dios de la luna yemenita. Se le rendía culto en toda Arabia, pero originariamente parece proceder de la tribu de los 'Udhra, famosa por su cariño hacia los poetas y hacia aquellos que, en su vida, muerte y poesía, encarnaban los ideales de la fidelidad y el amor platónico. 